# Vardenis, Aragatsotn
Vardenis là một đô thị thuộc tỉnh Aragatsotn, Armenia. Dân số ước tính năm 2011 là 793 người.